# Viktor Saneïev
Viktor Danilovitch Saneïev (en russe : Виктор Данилович Санеев ; en géorgien : ვიქტორ სანეევი, Viktor Saneevi ; selon la transcription anglaise : Viktor Danilovich Saneyev), né le 3 octobre 1945 à Soukhoumi et mort le 3 janvier 2022 à Sydney, est un athlète géorgien concourant pour l'URSS dans les années 1960 et 1970.
Spécialiste du triple saut, il remporte trois Jeux olympiques consécutifs de 1968 à 1976, et obtient la médaille d'argent en 1980. Il remporte par ailleurs huit titres de champion d'Europe (deux en extérieur et six en salle) et améliore à trois reprises le record du monde de la discipline. Il est considéré par les spécialistes comme l'un des plus grands triple-sauteurs de l'histoire.

## Biographie
Viktor Saneïev décide de pratiquer l'athlétisme en 1956 après avoir observé les entraînements des champions soviétiques Igor Ter-Ovanessian et Valeriy Brumel à Leselidze, ville où il effectue sa scolarité. Rapidement pris en charge par l'entraineur Akop Kerselian (ru), il obtient des performances significatives sur 100 mètres, au saut en longueur et au triple saut pour lequel il termine cinquième des Spartakiades de l'URSS en 1967, en franchissant pour la première fois les 16 m. Bien qu'également très performant au saut en longueur, il décide d'axer sa préparation pour les Jeux olympiques sur le triple saut. Le 17 octobre 1968, Saneïev remporte la finale des Jeux olympiques d'été de 1968 à Mexico en établissant à deux reprises le nouveau record du monde de la discipline en 17, 23 m puis 17,39 m. Il devance finalement le Brésilien Nelson Prudencio et l'Italien Giuseppe Gentile.
Saneïev domine la discipline entre 1968 et 1972 en remportant notamment les Championnats d'Europe en plein air de 1969 et les Championnats d'Europe en salle 1970, 1971 et 1972. Seul l'Allemand de l'Est Jörg Drehmel parvient à lui contester sa suprématie à Stockholm en 1971. Malgré une tendinite contractée durant la saison 1972, le Soviétique conserve sa couronne olympique lors des Jeux de Munich en devançant Drehmel de cinq centimètres. Le 17 octobre 1972 à Soukhoumi, il établit un nouveau record du monde du triple saut avec 17,44 m et obtient de nouveaux titres continentaux de 1974 à 1976. Aux Jeux olympiques de Montréal en 1976, Saneïev réussit l'exploit de remporter une troisième médaille d'or consécutive. Auteur d'un bond mesuré à 17,29 m, il devance l'Américain James Butts et le Brésilien João Carlos de Oliveira, nouveau détenteur du record mondial depuis octobre 1975.
Absent des pistes d'athlétisme en 1977 à la suite d'une opération à une jambe, Viktor Saneïev remporte la médaille d'argent des Championnats d'Europe 1978 à Prague, ne terminant qu'à un centimètre du Yougoslave Miloš Srejović. Désireux de remporter un quatrième titre olympique, il est battu durant les Jeux de Moscou de 1980 par son compatriote Jaak Uudmäe et doit se contenter de la médaille d'argent. Viktor Saneïev ne réussit pas la passe de quatre réalisée dans le passé par le discobole Al Oerter et plus tard par Carl Lewis en saut en longueur.
Viktor Saneïev suit des études d'agronomie avec succès, puis une formation à l'Institut d'éducation physique de Tbilissi. Après la dislocation de l'URSS, il émigre en Australie où il devient entraineur d'athlétisme
En 2013, il est élu au Panthéon de l'athlétisme de l'IAAF.
Il a également été élu athlète des années 1970 par le journal Track and Field News.
Il meurt le 3 janvier 2022 à Sydney, à l'âge de 76 ans.

## Palmarès

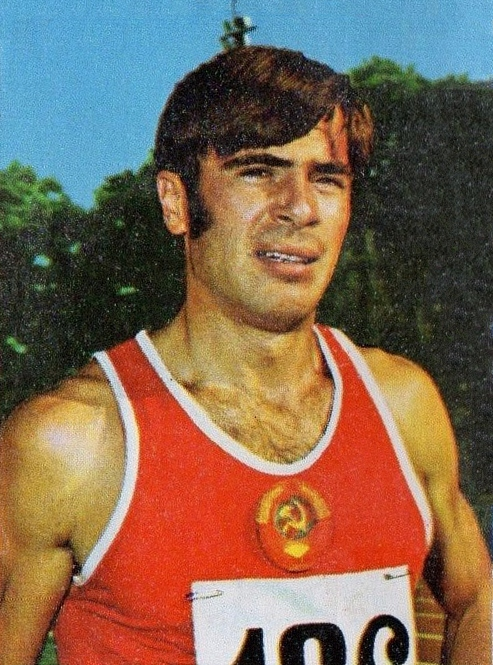
Viktor Saneïev en 1972.

| Date | Compétition                    | Lieu            | Résultat | Performance  |
| ---- | ------------------------------ | --------------- | -------- | ------------ |
| 1968 | Championnats d'Europe en salle | Madrid          | 2e       | 16,69 m      |
| 1968 | Jeux olympiques                | Mexico          | 1er      | 17,39 m (RM) |
| 1969 | Championnats d'Europe          | Athènes         | 1er      | 17,34 m      |
| 1970 | Championnats d'Europe en salle | Vienne          | 1er      | 16,95 m      |
| 1971 | Championnats d'Europe en salle | Sofia           | 1er      | 16,83 m      |
| 1971 | Championnats d'Europe          | Helsinki        | 2e       | 17,10 m      |
| 1972 | Championnats d'Europe en salle | Grenoble        | 1er      | 16,97 m      |
| 1972 | Jeux olympiques                | Munich          | 1er      | 17,35 m      |
| 1974 | Championnats d'Europe          | Rome            | 1er      | 17,23 m      |
| 1975 | Championnats d'Europe en salle | Katowice        | 1er      | 17,01 m      |
| 1976 | Championnats d'Europe en salle | Munich          | 1er      | 17,10 m      |
| 1976 | Jeux olympiques                | Montréal        | 1er      | 17,29 m      |
| 1977 | Championnats d'Europe en salle | Saint-Sébastien | 1er      | 16,65 m      |
| 1978 | Championnats d'Europe          | Prague          | 2e       | 16,93 m      |
| 1980 | Jeux olympiques                | Moscou          | 2e       | 17,24 m      |

## Records

### Records personnels
| Épreuve             | Performance | Lieu      | Date            |
| ------------------- | ----------- | --------- | --------------- |
| Triple saut         | 17,44 m     | Soukhoumi | 17 octobre 1972 |
| Triple saut (salle) | 17,16 m     | Moscou    | 2 février 1976  |

### Records du monde
- 17,23 m le 17 octobre 1968 à Mexico
- 17,39 m le 17 octobre 1968 à Mexico
- 17,44 m le 17 octobre 1972 à Soukhoumi